# Emily Young
Emily Young (Islington, Londres, 1970) es una directora y guionista de cine. 

Su película Veronika decides to die, basada en el libro de Paulo Coelho, protagorgizada por Sarah Michelle Gellar, fue estrenada en noviembre de 2009.

## Primeros años
Emily Young es la tercera de cuatro hijos, de Helen Young y Hugo Young. Ambos padres eran periodistas y su madre era una trabajadora de la caridad.

## Educación
Emily Young completó su educación en la Universidad de Edimburgo antes de la formación como un directora en la Escuela Polaca de Cine en Lodz.